# محمد عبد العزيز (مخرج مصري)
محمد عبد العزيز مخرج مصري قام بإخراج العديد من الأفلام السينمائية. ولد في 7 أغسطس عام 1940, وهو والد الفنان كريم عبد العزيز، وشقيق المخرج عمر عبد العزيز.
والمخرج محمد عبد العزيز يشكل علامة هامة في مجال الكوميديا، فقد اعتبره النقاد خليفة للراحل فطين عبد الوهاب. فمنذ بداية مشواره الفني في السبعينات حقق إنجازات في الكوميديا الاجتماعية رسخت اسمه في عالم السينما الكوميديا.

## حياته الفنية
بدأ عمله في مجال الفن كمساعد مخرج في أفلام مثل القاهرة 30 عام 1966، وأبي فوق الشجرة عام 1969، ونحن لا نزرع الشوك عام 1970، وثرثرة فوق النيل عام 1971، ثم تولى الإخراج، وكانت بداية عمله في السبعينيات.
وكان أول أفلامه فيلم صور ممنوعة: ممنوع عام 1972، ثم أخرج أفلام مثل في الصيف لازم نحب عام 1974، وعالم عيال عيال عام 1976، وألف بوسة وبوسة عام 1977، كما تعاون مع عادل إمام في أفلام مثل المحفظة معايا والبعض يذهب للمأذون مرتين عام 1978، وقاتل ما قتلش حد وخلي بالك من جيرانك عام 1979، تلاها العديد من الأفلام المشتركة بينهم.
أما عن الجانب المسرحي فقد برع فيه حيث قام بتقديم عدة مسرحيات شهيرة مثل شارع محمد علي عام 1991، وعفروتو عام 1999.
وفي مجال الدراما، قام بتقديم عدة مسلسلات منها مسلسل يوم عسل يوم بصل عام 1998، وشجر الأحلام عام 2001، وأبو ضحكة جنان عن قصة حياة الفنان إسماعيل ياسين عام 2009، وكان آخر أعماله مسلسل بابا نور عام 2010 مع حسين فهمى، الذي جمع بين  الكوميدية والرومانسية والدراما الواقعية.

## أعمال من إخراجه

### الأفلام
- 1972: صور ممنوعة
- 1973: امرأة من القاهرة
- 1974: في الصيف لازم نحب
- 1976: عالم عيال عيال
- 1976: دقة قلب
- 1976: العيال الطيبين
- 1977: جنس ناعم
- 1977: ألف بوسة وبوسة
- 1978: شفاه لا تعرف الكذب
- 1978: انتبهوا أيها السادة
- 1978: المحفظة معايا
- 1978: البعض يذهب للمأذون مرتين
- 1979: قاتل ما قتلش حد
- 1979: خلي بالك من جيرانك
- 1980: غاوي مشاكل
- 1980: رجل فقد عقله
- 1980: أذكياء لكن أغبياء
- 1981: مرسي فوق مرسي تحت
- 1981: رحلة الرعب
- 1981: انتخبوا الدكتور سليمان عبد الباسط
- 1982: على باب الوزير
- 1982: عصابة حمادة وتوتو
- 1982: رحلة الشقاء والحب
- 1982: بريق عينيك
- 1983: مملكة الهلوسة
- 1984: ولكن شيئا ما يبقى
- 1984: مين فينا الحرامي
- 1984: لك يوم يا بيه
- 1984: بناتنا في الخارج
- 1984: الثعلب والعنب
- 1985: عشرة على عشرة
- 1985: خلي بالك من عقلك
- 1985: الحكم آخر الجلسة
- 1986: منزل العائلة المسمومة
- 1986: لا تدمرني معك
- 1986: سري للغاية
- 1986: الجلسة سرية
- 1986: أجراس الخطر
- 1988: نشاطركم الأفراح
- 1988: ليلة القبض على بكيزة وزغلول
- 1988: صرخة ندم
- 1989: المعلمة سماح
- 1989: الفتى الشرير
- 1990: ليلة عسل
- 1990: حنفي الأبهة
- 1991: الشيطان يقدم حلا
- 1992: لعبة الانتقام
- 1992: آه .. وآه من شربات
- 1995: أسوار الحب
- 1997: حلق حوش

### المسلسلات
- 1995: لو حصل العكس
- 1998: يوم عسل يوم بصل
- 2001: وتاهت بعد العمر الطويل
- 2001: شجر الأحلام
- 2001: حارة الطبلاوي
- 2001: ثمار الوهم
- 2002: يحيا العدل
- 2003: غدر وكبرياء
- 2004: أهل الرحمة
- 2006: حياتي أنت
- 2007: حمد الله على السلامة
- 2007: آخر الخط
- 2009: أبو ضحكة جنان
- 2010: بابا نور

### المسرحيات
- 1991: شارع محمد علي
- 1995: بهلول في إسطنبول
- 1999: عفروتو
- 2008: زكي في الوزارة

### الفوازير
- 1993: المتزوجون في التاريخ

## روابط خارجية
- محمد عبد العزيز على موقع IMDb (الإنجليزية)
- محمد عبد العزيز على موقع قاعدة بيانات الأفلام العربية
- محمد عبد العزيز على موقع قاعدة بيانات الفيلم (الإنجليزية)
- محمد عبد العزيز على موقع كينوبويسك (الروسية)